# 1990년 2월
| 1990년: 1월 · 2월 · 3월 · 4월 · 5월 · 6월 · 7월 · 8월 · 9월 · 10월 · 11월 · 12월 |

| <           | 1990년 2월 | 1990년 2월 | 1990년 2월 | 1990년 2월 | 1990년 2월 | >          |
| 일          | 월         | 화         | 수         | 목         | 금         | 토         |
|             |            |            |            | 1 1.6 정유 | 2 7 무술   | 3 8 기해   |
| 4 9 경자    | 5 10 신축  | 6 11 임인  | 7 12 계묘  | 8 13 갑진  | 9 14 을사  | 10 15 병오 |
| 11 16 정미  | 12 17 무신 | 13 18 기유 | 14 19 경술 | 15 20 신해 | 16 21 임자 | 17 22 계축 |
| 18 23 갑인  | 19 24 을묘 | 20 25 병진 | 21 26 정사 | 22 27 무오 | 23 28 기미 | 24 29 경신 |
| 25 2.1 신유 | 26 2 임술  | 27 3 계해  | 28 4 갑자  |            |            |            |

| 편집하기 |

## 1990년2월 9일
- 민주자유당 창당.